# علي بن شعب الطفلي
علي بن شعب الطفلي أو التفليسي كان زعيم إمارة تفليسي (طفلي)، وهي دولة عربية في جورجيا حكمت من 829 إلى 833. كان أحد أفراد الأسرة الشعيبية، وكان أحد رعايا ولاية أرمينيا العباسية، وعُين ليحل محل أمير متمرد. تميزت فترة حكمه القصيرة باستمرار الصراع بين تفليس وجورجيا المسيحية.

## السيرة
كان علي بن شعيب أحد أفراد الأسرة الشعيبية، وهي عائلة عربية قوية تقيم في تبليسي (تفليسي) منذ الفتح العربي في ثلاثينيات القرن الثامن. ربما كان ابنًا للسيد بن الخيام بن شعيب، القائد العسكري الذي قاد الحملات في كارتلي نحو نهاية القرن الثامن، والشقيق الأصغر لإسماعيل بن شعيب، أول أمير معروف لتفليسي.
في عام 829، عُين أميرًا على تفليسي، وقائدًا للإدارة العربية في وسط الأراضي الجورجية، من خالد بن يزيد الشيباني، الحاكم العباسي لأرمينية، الذي خلع الأمير المتمرد محمد بن عتبة، وبالتالي استعادة سلالة الشعيبيين.
قاد القوات العربية في جورجيا، وواجه طموحات الاسترداد التي قادها أشوت الأول باغراتيوني [الإنجليزية] وقربلاط في أيبيريا. وقد قُتل الأخير في كانون الثاني 830 بأمر من الحاكم العباسي لأرمينية، بينما تمكن علي من رفض تقدم خليفة أشوت باغرات الأول [الإنجليزية] وأجبره على دفع الجزية. ظلت سيطرته على بقية جورجيا قصيرة الأجل واستُبدل بابن أخيه إسحاق.

## فهرس
- Asatiani، Nodar؛ Janelidze، Otar (2009). History of Georgia. Tbilisi: Publishing House Petite. ISBN:978-9941-9063-6-7.